# 嶋田礼央
嶋田 礼央（しまだ れお）は、日本のモデル。
静岡県浜松市出身。Aimy株式会社所属。

## 人物
- 身長172cm[1]。
- スリーサイズは、B85/ W62/ H90
- 誕生日 8月19日(バイクの日) 獅子座
- 小型船舶操縦士免許 取得(2021,7,22)

## 出演作品

### テレビ
- あたり前じゃねえからな！TV（TOKYO MX）
- ARIGATEENA TV（テレビ埼玉）
- 世界一受けたい授業（日本テレビ系列） 再現
- ものくらーべ（BSスカパー!）
- 新しい王様 EX（TBS系列）
- 2020 NetFlix Followers EX

## スチール
- キーコーヒー WEB MODEL

## イメージガール
- Super Taikyu ルボーセモータースポーツ 2018 レースクィーン
- バイクメーカーKAWASAKI KAZEギャル　2019年〜2022年レースクイーン
- KAZEギャル  KAWASAKIジェットスキーモデル 2021年～

## 音楽
- 2013.4.13〜2017.2.25 nozomiガールNEed 静岡牧之原茶「望」キャンペーンガール（ヴォーカル&ダンスユニット）
- 2018 羽田空港 クリスマスイベント 歌のお姉さん
- 第一興商歌うコンパニオン

## イベントモデル
- 中目黒 レタスレストラン オープニング PRモデル
- ヨドバシカメラ撮影会 モデル
- bayfmサマーキャンペーン、秋キャンペーン MCCO
- フェラーリレーシングチャレンジ 受付
- Audi Sports Days 受付
- ニコニコ超会議 マーベルブース コスプレ

## その他
- 応援者は「🦁嶋田ん家の〇〇」と名乗る